# Friedrich Krause-Osten
Friedrich Krause-Osten (* 9. Mai 1884 in Riga; † 11. Februar 1966 in Bautzen) war ein deutscher Maler in der Lausitz.

## Leben
Krause-Osten studierte ab 1905 an der Staatlichen Kunstakademie Königsberg. 1914 begann er eine Studienreise durch Russland. Dabei lernte er den russischen Maler Ilja Repin kennen. Nach Ausbruch des Ersten Weltkrieges wurde Krause-Osten als deutscher Staatsbürger für vier Jahre nach Sibirien interniert. Nach dem Krieg schloss er sein Kunststudium in Königsberg ab. Studienreisen führten ihn nach Berlin, Schlesien und in die Lausitz. Von 1923 bis zu seinem Lebensende lebte und arbeitete er in Bautzen. 1938 verzeichnete ihn das Einwohnerbuch als Krause, Friedrich, Kunstmaler, in der Seminarstraße 15.
Krause-Osten war u. a. Mitglied des Reichsverbands Bildender Künstler Deutschlands, des Lausitzer Künstlerbunds, in der Zeit des Nationalsozialismus obligatorisch der Reichskammer der bildenden Künste und nach dem Ende des NS-Staats des Verbands Bildender Künstler der DDR.
Krause-Osten wurde auf dem Bautzener Taucherfriedhof beigesetzt.

## Werk
Krause-Osten ist vor allem als Genremaler bekannt. Seinen künstlerischen Durchbruch erreichte er mit seinem Ölgemälde Dudelsackspieler. Dieses Bild sorgte 1926 auf der Großen Berliner Kunstausstellung für Aufsehen und wurde von der Regierung aufgekauft. Sowohl in Berlin als auch in Paris erhielt er Preise. Krause-Ostens Bilder geben tiefe Einblicke in die Lebensverhältnisse in Deutschland Mitte des 20. Jahrhunderts. Er war einer der Maler, die sich besonders der sorbischen Thematik widmeten. Er zeigte das sorbische Landvolk in seiner kulturellen Vielfalt und seinen überkommenen Traditionen. 1933 war er in Bautzen auf der letzten Ausstellung der Arbeitsgemeinschaft der Lausitzer Bildenden Künstler vor der Machtergreifung der Nationalsozialisten mit den Bildern Bauernhaus in der Lausitz und Am Fenster vertreten.

## Werke (Auswahl)
- Nachwuchs im EVB (vor 1953, Öl, 76 × 90 cm; auf der Dritten Deutschen Kunstausstellung)[2]
- Frau in Nochten (1959, Öl; Sorbisches Museum Bautzen)[2]
- Dudelsackpfeifer (1959, Öl; Museum Bautzen)[2]

## Ausstellungen (unvollständig)

### Einzelausstellungen
- 1954 Bautzen, Stadtmuseum (Jubiläumsausstellung)
- 1964 Bautzen, Stadtmuseum (Jubiläumsausstellung)

### Weitere Ausstellungsbeteiligungen
- 1927: Bautzen, Kunstverein Bautzen (mit Georgkarl Heinicke, Hanns Petschke-Bautzen, Wilhelm Schulze-Rose und Otto Geigenberger)

- 1934: Dresden, Brühlsche Terrasse („Sächsische Kunstausstellung“)
- 1940: Dresden („Dresdner Künstlerbund. Erste Ausstellung Kriegsjahr 1940“)
- 1941: Dresden, Brühlsche Terrasse („Große Dresdner Kunstausstellung“)
- 1946: Dresden, Allgemeine Deutsche Kunstausstellung
- 1948: Bautzen, Stadtmuseum („2. Jahresausstellung Lausitzer bildende Künstler“)[3]
- 1948: Görlitz, Aula der 10. Grundschule („3. Jahresausstellung Lausitzer Bildender Künstler“)[4]
- 1953: Dresden, Dritte Deutsche Kunstausstellung